# Acacia spatulata
Acacia spatulata é uma espécie de leguminosa do gênero Acacia, pertencente à família Fabaceae.